# Something Borrowed - L'amore non ha regole
Something Borrowed - L'amore non ha regole (Something Borrowed) è un film del 2011 diretto da Luke Greenfield, basato sul romanzo di Emily Giffin Piccole confusioni di letto.

## Trama
Rachel White è un avvocato single e attraente che lavora in uno studio legale di New York. Il giorno del suo trentesimo compleanno, dopo aver bevuto qualche drink di troppo, rivela a Dexter, futuro sposo della sua migliore amica, di aver avuto una cotta per lui dai tempi dell'università. I due quella notte finiscono a letto. Quella che sembrerebbe una semplice notte di passione si trasforma in qualcosa di più complicato quando Dexter rivela a Rachel di essere innamorato di lei.